# 第一届全国评酒会
第一届全国评酒会是1952年中国专卖事业公司在北京举办的一次酒类评选活动。中国专卖事业公司委托北京试验厂对103个酒种样品进行化验、分析，最终评选出8种酒样，在第二届全国专卖工作会议上公布为“八大名酒”。“八大名酒”包括汾酒、茅台酒、泸州大曲、西凤酒四种白酒，鉴湖绍兴酒一种黄酒，张裕金奖白兰地、红玫瑰葡萄酒、味美思三种葡萄酒及果露酒。八大名酒中的四种白酒也被称为“四大名酒”。当时中国专卖事业公司并没有以第一届全国评酒会的名义进行评选，中华人民共和国轻工业部接管酿酒行业之后将此次活动称为第一届全国评酒会。

## 评选经过
1952年，中华人民共和国刚刚成立不久，中国酿酒行业正在整顿、恢复之中。国家仅仅接收了少量官僚资本家开办的酿酒企业，大部分酿酒企业或作坊由私人经营，国家实施酒类专卖制度。情况所限，当时无法系统性地进行评选。第二届全国专卖工作会议召开之前，中国专卖事业公司在全国收集了103个酒种样品。中国专卖事业公司并没有对103个酒种进行明确分类，仅仅分为白酒、葡萄酒、药酒、配制酒、白兰地和其他酒六类。103个酒种中，包括19种白酒、16种葡萄酒、28种配制酒、24种药酒、9种白兰地和7种其他酒。103种样品交由北京试验厂（即后来的北京酿酒总厂）实验室保管分析。酿酒专家、高级工程师朱梅指导辛海庭、马占文、王明爱、王秋芳等人对酒样进行了检测和分析。三个月后，研究人员不仅完成了酒样分析，还定出了四条评选标准：第一，品质优良，符合高级酒标准和卫生标准。第二，在国内赢得好评，受到广大消费者欢迎。第三，历史悠久，在全国市场销售。第四，制造方法独特，有地方特色，不能仿制。这一次评选并没有评酒委员。初选评议确定了8个酒样。这份名单提交第二届全国专卖工作会议审议通过，名单上的八种酒被公布为“八大名酒”。
这次评选活动在中国国内反响强烈，八大名酒在市场上受到追捧。八大名酒的生产厂家也成了中国酿酒行业的标兵，其他酿酒单位纷纷向他们学习。酿酒业划归中华人民共和国轻工业部领导之后，这次评选活动被称为第一次全国酒类评选会（即第一届全国评酒会）。当时评出的四种白酒，后来也被称为“四大名酒”。

## 评选结果
| 类别                  | 品名           | 酒精度 | 生产单位                 |
| --------------------- | -------------- | ------ | ------------------------ |
| 白酒（4种）           | 汾酒           | 65°    | 山西省汾阳杏花村酒厂     |
| 白酒（4种）           | 茅台酒         | 55°    | 贵州省茅台酒厂           |
| 白酒（4种）           | 泸州大曲酒     | 65°    | 四川省泸州曲酒厂         |
| 白酒（4种）           | 西凤酒         | 65°    | 陕西省西凤酒厂           |
| 黄酒（1种）           | 鉴湖绍兴酒     | 14°    | 浙江绍兴酒厂             |
| 葡萄酒、果露酒（3种） | 张裕金奖白兰地 | 40°    | 山东烟台张裕葡萄酿酒公司 |
| 葡萄酒、果露酒（3种） | 红玫瑰葡萄酒   | 18°    | 山东烟台张裕葡萄酿酒公司 |
| 葡萄酒、果露酒（3种） | 味美思         | 18°    | 山东烟台张裕葡萄酿酒公司 |

资料来源：. 凤凰网. 2018-11-06  [2021-10-02]. （原始内容存档于2021-10-01）.王延才 (编). . 北京: 中国轻工业出版社. 2015-01: 351. ISBN 978-7-5019-9980-4.. 华夏藏酒网.   [2017-09-20]. （原始内容存档于2017-09-20）.